# Zagrosia (dier)
Zagrosia is een geslacht van rechtvleugeligen uit de familie veldsprinkhanen (Acrididae). De wetenschappelijke naam van dit geslacht is voor het eerst geldig gepubliceerd in 1967 door Descamps.

## Soorten
Het geslacht Zagrosia omvat de volgende soorten:
- Zagrosia davatchii Descamps, 1967
- Zagrosia nigrofasciata Descamps, 1967